# Angra-Spitze
Die Angra-Spitze (englisch Angra Point) ist eine in den Südatlantik hineinragende Halbinsel, die die westliche Begrenzung der Lüderitzbucht bildet. Im Westen wird die Halbinsel durch die Sturmvogelbucht und im Osten durch die Kartoffelbucht begrenzt.
Die Angra-Spitze ist ein nördlicher Ausläufer der Lüderitz-Halbinsel. Die Lüderitz-Halbinsel und die dazugehörige Angra-Spitze sind Ausläufer der Küstenwüste Namib. Die Flora der Halbinsel ist dementsprechend karg und das Wetter harsch.
Auf der Halbinsel sind noch Überreste von militärischen Stellungen aus dem Ersten Weltkrieg in Südwestafrika sichtbar.

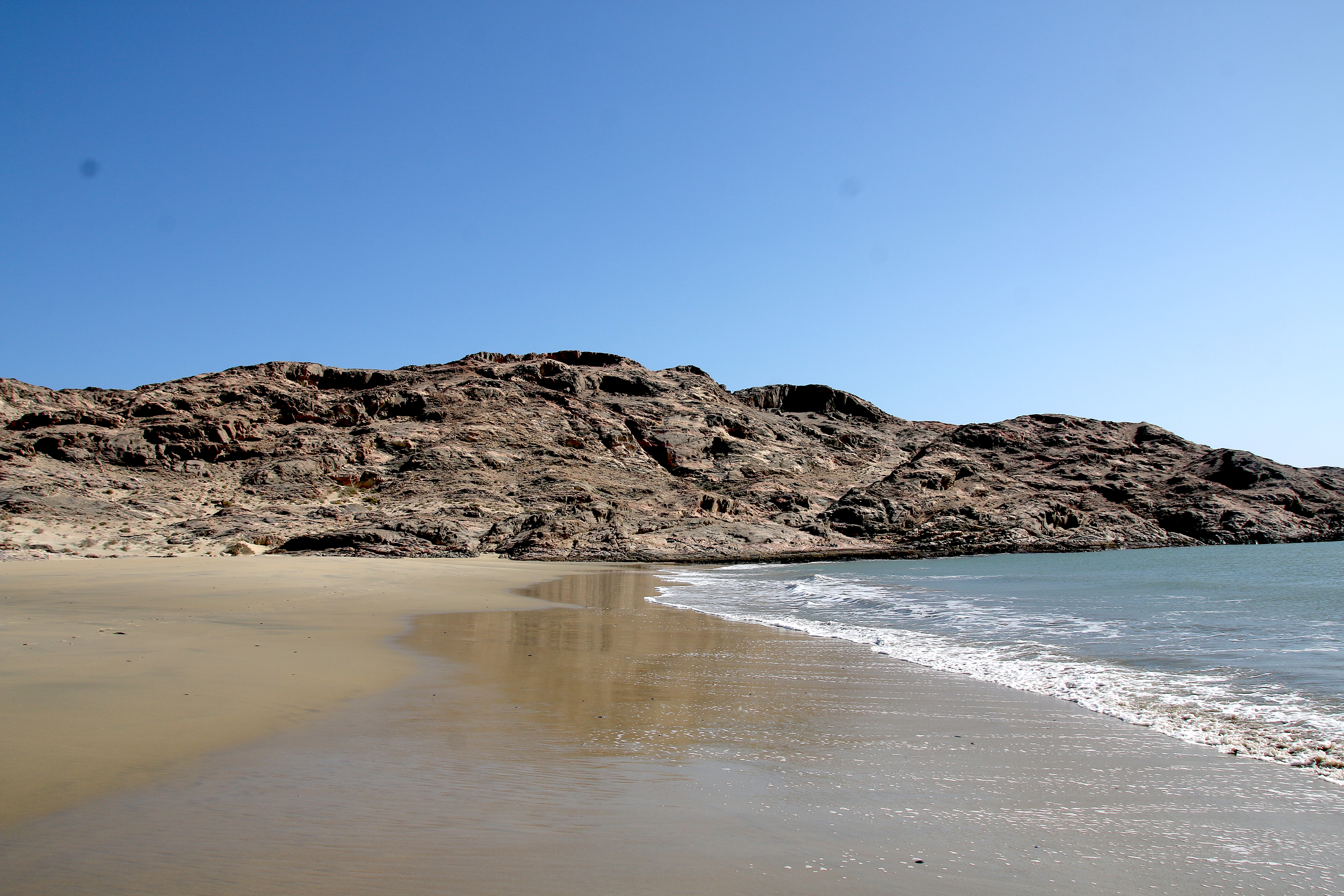
Angra-Spitze von der Kartoffelbucht aus gesehen